# Toxina
Una toxina (del grec: τοξικόν, toxikon, verí per usar en les fletxes) és una substància verinosa d'origen biològic, especialment la produïda per plantes, animals, bacteris i fongs, que actua nocivament sobre els organismes vius. El terme va ser utilitzat per primera vegada pel químic orgànic Ludwig Brieger (1849-1919), [3] derivat de la paraula toxicitat.
Les toxines poden ser molècules petites, pèptids o proteïnes, capaces de causar intoxicació per contacte o absorció pels teixits biològics que interaccionen amb les macromolècules biològiques com els enzims o receptors cel·lulars. Les toxines varien de manera important en la seva toxicitat, i van des de verins menors (com el del punxó d'una abella) fins a aguts i mortals gairebé immediatament (com la toxina botulínica).
Podem distingir una classificació de toxines individuals relacionades amb la ubicació anatòmica on els seus efectes son més notables: Hemotoxines, que provoquen la destrucció de glòbuls vermells (hemòlisi); i les Fototoxines que provoquen una fotosensibilitat perillosa. A una escala més àmplia, les toxines es poden classificar com a exotoxines, excretades per un organisme, o endotoxines, que s’alliberen principalment quan es trenquen pels bacteris.

## Biotoxines
El terme "biotoxina" s'utilitza de vegades per confirmar explícitament l'origen biològic. Les biotoxines es poden classificar, per exemple, en micotoxines, toxines bacterianes, fitotoxines o toxines animals.
Les toxines produïdes pels microorganismes són importants determinants de la virulència responsables de la patogenicitat microbiana i / o de l'evasió de la resposta immunitària de l'hoste.
Les biotoxines a la natura tenen dues funcions principals: a) depredació, com ara l'aranya, la serp, l'escorpí, les meduses i la vespa, i b) la defensa com en les abelles, formigues, tèrmits, i granotes.
Alguns dels tipus de biotoxines més conegudes són: 
Cianotoxines, produïdes per cianobacteris. Dinotoxines, produïdes per dinoflagel·lats, Les necrotoxines causen necrosi (és a dir, la mort) a les cèl·lules que troben. Les necrotoxines es propaguen pel torrent sanguini. En els éssers humans, els teixits de la pell i els músculs són més sensibles a les necrotoxines.
Els organismes que posseeixen necrotoxines són: L'aranya reclosa marró o "esquena de violí". La majoria de serps de cascavell produeixen fosfolipasa i diverses proteases serines semblants a la tripsina.També l'escurçó bufador. La Fasciïtis necrosant (causada pel bacteri "Streptococcus pyogenes" que menja carn) produeix una toxina que forma porus.
Les neurotoxines afecten principalment el sistema nerviós dels animals. El grup de neurotoxines consisteix generalment en toxines del canal iònic que interrompen la conductància del canal.
Les miotoxines són petits pèptids bàsics que es troben en verins de serps de cascavell i llangardaixos. Provoquen danys als teixits musculars per un mecanisme basat en el receptor no enzimàtic.
Les citotoxines són tòxiques a nivell de cèl·lules individuals, sigui de manera inespecífica o només en certs tipus de cèl·lules vives.
Les enterotoxines, com les de Bacillus cereus, que causen malalties diarreiques en humans.

### Biotoxines com armes biològiques
Molts animals i insectes utilitzen les seves toxines per a la defensa i la depredació a tot el planeta. Hem de ser conscients que fins i tot una petita quantitat de verí pot causar malalties i matar milers de persones. A causa del fet que es pot utilitzar una àmplia gamma de verins per accions terroristes, els terroristes poden tenir accés a aquestes toxines. Els terroristes que utilitzen verins actuen perillosament amb l'acció de les toxines. Per tant, és molt important que aprenguem més sobre la Guerra Biològica i sobre com podem protegir-nos en aquestes condicions.

## Toxines marines
Una toxina marina és un conjunt heterogeni de compostos produïts majoritàriament per algunes espècies de microalgues marines, principalment del grup dels dinoflagel·lats i diatomees. Aquests compostos suposen un risc alimentari en acumular-se en organismes marins de consum, i donen lloc a diferents quadres i graus d'intoxicació (des de símptomes lleus fins a la mort) depenent de la naturalesa de la toxina consumida, de la concentració i de les característiques del consumidor afectat.
Tradicionalment, les biotoxines marines s'han agrupat i legislat per la seva simptomatologia i per l'organisme vector mitjançant el consum del qual s'ha produït la intoxicació, si bé a mesura que es va aprofundint en el coneixement d'aquests compostos es proposen noves terminologies (per exemple, per al grup que s'anomenava toxines diarreiques actualment es proposa el terme més ampli toxines lipofíliques, dins del qual es trobarien les diarreiques, entre altres), tècniques associades, etc. Així, les biotoxines marines se solen agrupar en:
Toxines amnèsiques (amnesic shellfish poisoning, ASP)La intoxicació amnèsica o intoxicació per àcid domoic està produïda per una toxina que actua com a agonista de l'àcid glutàmic, neurotransmissor del sistema nerviós central. Es troba en certes varietats de la diatomea nitzschia i provoca alteracions digestives, i en casos greus mareig, desorientació, pèrdua de memòria, alteracions respiratòries i coma.
Toxines diarreiques (diarrhoeic shellfish poisoning, DSP)Causada per l'àcid acadoic de l'enterotoxines produïdes pels gèneres Dinophysis i Prorocentrum. Ingerides amb els mol·luscs, provoquen símptomes gastrointestinals.
Toxines paralitzants (paralytic shellfish poisoning, PSP)Està produïda per cert gènere de dinoflagel·lats Alexandrium, Gonyaulax, Gymnodinium i que contenen saxitoxines que, ingerides amb els mol·luscs, provoquen la paràlisi de les extremitats en un grau que depèn del tipus de toxina implicada, la quantitat ingerida i la capacitat per eliminar-la.
Toxines neurotòxiques (neurotoxic shellfish poisoning, NSP)Produïda per Gymnodinium breve, que conté brevetoxina, produeix una intoxicació per consum de mol·luscs que cursa amb paràlisi lleugera dels membres, símptomes gastrointestinals i broncoespasme.
Azaspiràcids (azaspiracid shellfish poisoning, AZP)La intoxicació per azaspiràcids (AZP) és causada per un grup de biotoxines marines AZA integrat per uns vint anàlegs dels quals els més importants són AZA 1, AZA 2 i AZA 3. Aquestes biotoxines provoquen una síndrome tòxica que es caracteritza en éssers humans pels símptomes com ara nàusees, vòmits, diarrees greus i espasmes d'estómac (similars als de les intoxicacions diarreiques per mariscs, DSP). Des de 1996, s'han identificat diversos incidents d'AZP a Irlanda i també s'han detectat en mol·luscs a Noruega i traces a França i Espanya.
Ciguatoxines (ciguatera fish poisoning, CFP)Aquesta intoxicació, freqüent en països càlids, és provocada pel consum de peix de roca i peixos d'aigües tropicals que s'alimenten de dinoflagel·lats, com la barracuda, la morena, l'anguila negra, l'anfós negre, que contenen una neurotoxina, la ciguatoxina, resistent als fluids gàstrics i a l'escalfor i la congelació.
Palitoxines (PITX)El grup de les palitoxines són les biotoxines marines que han estat detectades principalment en zoantaris marins (coralls tous) del gènere Palythoa i dinoflagelats bentònics del gènere Ostreopsis. Les toxines del grup PITX es van descriure per primera vegada a Hawaii i al Japó, encara que actualment estan distribuïdes per tot el món. Recentment, s'ha informat de floracions d’Ostreopsis spp. en quatre països europeus: França, Grècia, Itàlia i Espanya. L'aparició d’Ostreopsis spp. pot comportar la contaminació d'espècies de mol·luscs destinats al consum humà. Les toxines del grup PITX són compostos polihidroxilats complexos amb àrees hidròfiles i lipòfiles. Els signes i símptomes d'intoxicació per toxines del grup PITX no estan ben definits, però inclouen miàlgia i debilitat, que poden anar acompanyats de febre, nàusees i vòmits. Els casos mortals són rars.